# Vasticardium elongatum
Vasticardium elongatum is een tweekleppigensoort uit de familie van de Cardiidae. De wetenschappelijke naam van de soort is voor het eerst geldig gepubliceerd in 1789 door Jean Guillaume Bruguière.